# The Cult is Alive
The Cult Is Alive es el undécimo álbum de estudio de la banda noruega de black metal, Darkthrone. Publicado en 2006, este álbum representa un gran cambio en el estilo de la banda, como son la incorporación de más elementos del punk que antes. Aunque las raíces del black metal de la banda siguen siendo evidentes, el cambio es mucho más notable.
La banda realizó su único videoclip hasta la fecha para la canción "Too Old Too Cold".

## Lista de canciones
1. "The Cult of Goliath" – 4:02
2. "Too Old Too Cold" – 3:04
3. "Atomic Coming" – 4:51
4. "Graveyard Slut" – 4:04
5. "Underdogs and Overlords" – 4:02
6. "Whisky Funeral" – 3:59
7. "De underjordiske (Ælia Capitolina)" (The Underground) – 3:14
8. "Tyster på Gud" – 3:09
9. "Shut Up" – 4:46
10. "Forebyggende krig" (Preemptive War) – 3:41

## Créditos
- Nocturno Culto – guitarra eléctrica, bajo eléctrico, voz
- Fenriz – batería, voz en "Graveyard Slut", coros en "Forebyggende krig", guitarra rítmica "Tyster på Gud"

## Posiciones en las listas

### Sencillos
| Año  | Sencillo            | Lista                                   | Posición |
| ---- | ------------------- | --------------------------------------- | -------- |
| 2006 | "Too Old, Too Cold" | Lista oficial de sencillos en Noruega   | N.º 11   |
| 2006 | "Too Old, Too Cold" | Lista oficial de sencillos en Dinamarca | N.º 15   |

### Álbum
| Año  | Álbum             | Lista                               | Posición |
| ---- | ----------------- | ----------------------------------- | -------- |
| 2006 | The Cult is Alive | Lista oficial de álbumes en Noruega | N.º 22   |
| 2006 | The Cult is Alive | Lista oficial de álbumes en Suecia  | N.º 59   |